# Ahornboden
Les Große Ahornboden et Kleine Ahornboden sont deux alpages dans le massif des Karwendel. Ils sont une aire protégée en Autriche.

## Große Ahornboden
Le Große Ahornboden se situe au bout de la Rißtal, entre 1 080 m et 1 300 m d'altitude, juste avant le village d'Eng (de) (commune de Vomp). Dès 1927, les érables sycomores sont déclarés monument naturel, car ils sont très anciens. Le 20 décembre 1988, le Große Ahornboden est classé zone de protection du paysage sur 267,28 hectares.
La région est couverte de nombreux érables vieux de 300 à 600 ans et très noueux. En 1966, on compte 2 409 arbres. Les raisons pour lesquelles ces vastes populations d'arbres ont pu se développer au cours des siècles comme un pâturage ne sont pas claires. On suppose le plus souvent l'absence de bétail ou la guerre de Trente Ans. Beaucoup d'arbres du Große Ahornboden ont atteint leur limite d'âge naturel. Étant donné que le rajeunissement naturel ne fonctionne pas en raison des changements des conditions du sol et de l'eau et du pâturage du bétail, les arbres morts sont remplacés par de nouvelles plantations.
Le Große Ahornboden est accessible par une route au départ de Hinterriß (de), fermée l'hiver.

## Kleine Ahornboden
Le Kleine Ahornboden se situe à l'extrémité sud de la Johannestal (de), à 1 400 m d'altitude, contre la face nord du chaînon de Hinterautal-Vomper. L'alpage se trouve à pied à deux heures et demie de Hinterriß et à deux heures de la Karwendelhaus.

## Hydrologie
Le Große Ahornboden est alimenté par le Rißbach, le Kleine Ahornboden par le Johannesbach (de), un affluent du Rißbach.